# Robert Frederick Bennett
Pour les articles homonymes, voir Robert Bennett et Bennett.
Robert Frederick Bennett (23 mai 1927 – 9 octobre 2000) est un avocat américain et le 39e gouverneur du Kansas de 1975 à 1979.

## Biographie
Bennett est né le 23 mai 1927, à Kansas City dans le Missouri. 
Bennett sert dans le Corps des Marines des États-Unis en Chine pendant la Seconde Guerre mondiale et à nouveau pendant la guerre de Corée au cours de laquelle il est blessé et décoré de la Purple Heart.
En 1952, Bennett ouvre son propre cabinet d'avocats avec Robert Lytle. L'entreprise continue pendant plus de 40 ans jusqu'à ce qu'elle fusionne avec Lathrop & Gage au milieu des années 1990. Il est membre du conseil municipal de Prairie Village (une banlieue de Kansas City) de 1955 à 1957, puis maire de 1957 à 1965.
Membre du Sénat de l'État du Kansas de 1965 à 1975, Bennett est connu pour être un orateur éloquent. Il est président du sénat de l'État lorsqu'il est élu au poste de gouverneur en 1974. Il s'agissait de la première élection pour laquelle les candidats aux postes de gouverneur et de lieutenant-gouverneur concouraient en ticket ainsi que pour un mandat porté à quatre ans au lieu des deux ans antérieurement. En 1978, il perd au profit de John W. Carlin et retourne à sa pratique d'avocat. 
De 1982 à 1983, Bennett est président du Parti républicain du Kansas.
Bennett est décédé le 9 octobre 2000 d'un cancer du poumon au St. Joseph's Medical Center de Kansas City.

## Source
- (en) Cet article est partiellement ou en totalité issu de l’article de Wikipédia en anglais intitulé « Robert Frederick Bennett » (voir la liste des auteurs).